# Bromus timorensis
Bromus timorensis är en gräsart som beskrevs av Jan Frederik Veldkamp. Bromus timorensis ingår i släktet lostor, och familjen gräs. Inga underarter finns listade i Catalogue of Life.